# Bathymasteridae
Bathymasteridae är en familj i underordningen tånglakelika fiskar (Zoarcoidei). Det finns sju arter fördelade på tre släkten som lever i norra Stilla havet ned till 150 meters djup.
De har långsträckt kropp och långa rygg- respektive analfenor. Bukfenorna är runda och stjärtfenan är avrundad. Dessa fiskar saknar simblåsa och den största arten, Bathymaster signatus, blir 38 cm lång.

## Arter
- Bathymaster caeruleofasciatus
- Bathymaster derjugini
- Bathymaster leurolepis
- Bathymaster signatus
- Rathbunella alleni
- Rathbunella hypoplecta
- Ronquilus jordani